# Мінас Тохатці
Мінас Тохатці (вірм. Մինաս Թոխաթցի, 1510—1621/22) — вірменський поет і гусан XVI—XVII століть. 

## Життя і творчість
Родом з Токата (звідси й прізвище). 1540 р. перебрався до подільського Кам'янця, а пізніш — до Сучави. В 1563 оселився у Львові, де став секретарем архієпископа місцевої вірменської громади Григора Варагеці. Протягом 1572–1619 років працював у вірменському суді міста, через що іноді іменується Ловандаці (Львівський) або Лехаці (Польський). Займався переписами рукописів і сам писав поеми. Помер там-таки у віці 111 літ.  
Літературний доробок Мінаса Тохатці дуже різноманітна, зустрічаються поеми й релігійного і світського змісту, і трагічні, і сатиричні. Писав як на грабарі, так і на ашхарабарі — розмовною мовою свого часу. Особливо відомі його «Плач по вірменах країни Олахів» (вірм. «Ողբ ի վերայ Օլախաց երկրին հայերուն», 1552 р.) і «Хвала арісі» (вірм. «Գովասանք հերիսի», 1563 р.). У «Плачі» розповідається про переслідування вірмен Молдавії на релігійному ґрунті в 1551—1552 роках з боку господаря Стефана Рареша. 
Мінас був очевидцем тих подій і його поема містить важливі історичні відомості. «Хвала арісі» являє собою сатиричний вірш про вірменську страву аріса; усілякими хвалами і перебільшеними характеристиками страви автор висміює апетит ненажерливих людей. Складається з 200 рядків, написаний на ашхарабарі. 